# Solandra
Solandra (Solandra grandiflora) är en art inom familjen potatisväxter som förekommer naturligt på Jamaica, Puerto Rico och på de Små Antillerna. Arten odlas som trädgårdsväxt i varmare klimat och kan även odlas i växthus i Sverige.
Solandra är en klättrande buske eller lian som kan bli 10 meter eller mer. Bladen är elliptiska till omvänt äggrunda, till 18 cm långa, spetsiga. Bladskaftet blir cirka 2,5 cm långt. Fodret är tvåflikigt och ca 8 cm långt, det täcker i princip den smala delen av kronan, pipen. Kronan är femflikig och blir 10-15 cm lång. Den är bägarlik, något smalare just innan flikarn, med en lång blompip. Färgen är först vit, den växlar till gult eller brungult på andra dagen. 
Solandra är mycket lik kubansk solandra (S. longiflora) som dock har ett foder som är hälften så långt som kronans pip. Solandra har ett foder som täcker i princip hela pipen. 

## Synonymer
- Solandra grandiflora var. nitida (Zucc.) Voss
- Solandra hirsuta Dunal
- Solandra minor Griseb.
- Solandra nitida Zuccagni
- Solandra scandens Willd. ex Sendtn.
- Solandra scandens (Vell.) Toledo
- Swartsia grandiflora (Sweet) J.F. Gmel.